# Diogo Dias Melgás
Diogo Dias Melgás (vaak ook Melgaz) (Cuba (Portugal), 11 april 1638 - Évora, 10 maart 1700) was een Portugees componist uit de late Renaissance die polyfonie heeft gecomponeerd.
- Bibliothèque nationale de France: cb15806088x (data)
- Gemeinsame Normdatei: 124840833
- International Standard Name Identifier: 0000 0000 8019 2073
- Library of Congress Control Number: n80006772
- MusicBrainz: dd636c33-ee39-417d-acb1-4fd0b80ae560
- Nationale Bibliotheek van Israël: 987007282704705171
- Nederlandse Thesaurus van Auteursnamen: 158073916
- Réseau des bibliothèques de Suisse occidentale: 02-A000112834
- Système universitaire de documentation: 120186039
- Virtual International Authority File: 47096206
- WorldCat: E39PBJgxpVCbM6DdtHDtWqJVYP